# Orwell (Cambridgeshire)
Orwell – wieś w Anglii, w hrabstwie Cambridgeshire, w dystrykcie South Cambridgeshire. Leży 13 km na południowy zachód od miasta Cambridge i 70 km na północ od Londynu. W 2001 miejscowość liczyła 1080 mieszkańców.
Na wieży kościoła p.w. św. Andrzeja w Orwell znajduje się oryginalny mechanizm pierwszego zegara Trinity College Uniwersytetu w Cambridge wymienionego na nowszy w roku 1726.